# Tom van Kessel
Tom van Kessel (Culemborg, 30 juli 1994) is een Nederlands acteur en stemacteur. Hij werd bij het grote publiek bekend met zijn rol als JJ Smit in SpangaS: De Campus. In 2024 was hij te zien in de internationale oorlogsfilm Filip (Netflix) en speelde hij hoofdrollen in Expeditie Cupido en vuur & vlam, beide uitgebracht op Amazon Prime Video. 

## Biografie

### Jeugd
Van Kessel groeide op in Culemborg. Gedurende zijn jeugd speelde hij bij verschillende theaterclubs, waaronder De Salamander in Culemborg en het Utrechts Centrum voor de Kunsten. Alvorens hij in Amsterdam als acteur afstudeerde. 

### Doorbraak (2005)
In 2005 maakte Van Kessel zijn acteerdebuut in de film Knetter, geregisseerd door Martin Koolhoven. In de film speelt hij de rol van Koos, buurjongen en vriend van Bonnie (Jesse Rinsma). Jesse Rinsma en Carice van Houten spelen de hoofdrollen in deze film en vervullen de rollen van respectievelijk Bonnie en haar ongewone moeder Lis. Knetter won in 2006 de Gouden Kalf publieksprijs tijdens het Nederlands Filmfestival.

### Films en series
In 2011, speelde Van Kessel de rol van Rogier in de film Dorsvloer vol Confetti, geregisseerd door de Nederlands-Noorse regisseuse Tallulah Hazekamp Schwab. De film is gebaseerd op het gelijknamige boek geschreven door de Nederlandse schrijfster Franca Treur en gaat over een opgroeien in de jaren '80 in een streng gereformeerd gezin op het platteland van Zeeland, Nederland. De film was de openingsfilm van, en ging in première op het Film by the Sea Festival in Vlissingen op 12 september 2014.
Hij was te zien in de internationale oorlogsfilm Filip. Ook speelde hij hoofdrollen in Expeditie Cupido en Vuur en Vlam beide voor Amazon Prime. 
Als stemacteur is hij sinds 2025 de vaste programmastem van Jachtseizoen: Most Wanted en De Kluis van StukTV op Videoland.  

## Filmografie

### Film
- 2005: Knetter, als Koos
- 2006: Birthday Boy, als vriendje
- 2011: Bon voyage, als Rogier
- 2014: Helium, als Tom
- 2014: Dorsvloer vol Confetti, als Rogier
- 2014: Lisa, als Remy
- 2014: Hera, als Dymitri
- 2015: Arjuna, als Fidel
- 2016: Typing..., als Tim
- 2016: Fractie, als Pim
- 2017: Het bestand, als student
- 2017: Ghost Corp, als Davey
- 2018: Next, als Jeroen
- 2019: Ten Zuiden van de Hemel, als Elias
- 2020: Nevermore, als Louis van der Laan
- 2021: The Dutch Boys, als Elias
- 2022: Filip, als Lucas
- 2024: Expeditie Cupido, als Thymen
- 2024: Vuur & vlam, als Bo
- 2025: Juf braaksel en de geniale ontsnapping
- 2025: Kutyuppen[5]

### Televisie
- 2010: Verborgen Verhalen, als Leon
- 2011: Doctor Cheezy, als Tom
- 2016: De Fractie, als Theo
- 2017-2018: Nieuwe Tijden, als Fabian de Leeuw
- 2018: Zomer in Zeeland, als vriend Boaz
- 2018: Sinterklaasjournaal, als Nieuwe Piet
- 2018: Landelijke intocht van Sinterklaas: Zaanstad, als Nieuwe Piet
- 2018: Flikken Maastricht, als Laurens
- 2019: DNA, als Hugo Verweij
- 2020-2022: SpangaS: De Campus, als Job-Jan "JJ" Smit

## Trivia
- Voor diverse merken is hij de stem voor reclames